# Aripuanã
Aripuanã es un municipio brasileño del estado de Mato Grosso. Se localiza a una latitud 10º10'00" sur y a una longitud 59º27'34" oeste, dentro de la Amazonia, estando a una altitud de 105 metros. Su población estimada en 2004 era de 17.759 habitantes.
Posee un área de 65936,9 km². Se separó en 1943 del municipio de Alto Madeira-ex-Santo Antonio del Río Madera, desaparecido en 1945 al ser incorporado al municipio de Puerto Velho-RO.
Posee bellísimas cascadas, vegetación densa en el margen norte del río Aripuanã y abundancia de peces. Las cascadas de Andorinhas y Dardanellos son puntos turísticos imperdibles para quien visita la región. Posee balnearios para bañarse y escurridores naturales donde no solo las niños se diverten, sino también los adultos.
Fue punto de zona de detención de tala en la década de los 40 por el Proyecto Rondon, y posee zonas de reserva natural en varios puntos, pero la explotación maderera devastó buena parte del territorio del municipio. 
Se encuentra a 900 km de Cuiabá, si bien posee vuelos diarios desde agosto de 2007, tras la implantación de la hidroeléctrica Dardanellos por la Eletronorte que impulsó la economía de la ciudad, así como la llegada de mineras a la región.